# Wulfstan (mort en 956)
Pour les articles homonymes, voir Wulfstan.
Wulfstan est un ecclésiastique anglo-saxon de la première moitié du Xe siècle, mort le 16 ou le 26 décembre 956. Il est archevêque d'York de 931 à 954 ou jusqu'à sa mort.

## Biographie
Wulfstan est sacré en 931. Il bénéficie tout d'abord d'une position de haut rang à la cour du roi anglais Æthelstan, apparaissant en deuxième position sur ses chartes entre 931 et 935. Après cette date, il ne figure plus sur les chartes d'Æthelstan, ni sur celles de son successeur Edmond. En 939, le roi de Dublin Olaf Gothfrithson envahit la Northumbrie et s'empare de la ville d'York. L'année suivante, Wulfstan participe aux négociations de paix entre Olaf et Edmond : ce dernier doit céder tout le nord du royaume à Olaf, dont York.
Eadred, le successeur d'Edmond, reçoit l'hommage de Wulfstan et des Northumbriens en 947, mais la même année, ces mêmes Northumbriens font appel au Norvégien Éric à la Hache sanglante et le reconnaissent comme roi. Eadred réagit promptement en ravageant la Northumbrie, contraignant Éric à la fuite. En 952, il s'empare de Wulfstan et le fait enfermer dans la forteresse de Iudanbyrig. Les deux hommes semblent être parvenus à s'entendre, car Wulfstan est rétabli dans son archiépiscopat avant la mort d'Eadred en 955. Une autre lecture des sources considère que Wulfstan n'est pas rétabli à York, mais plutôt installé à Dorchester, loin de ses bases de pouvoir.
Wulfstan meurt le 16 ou le 26 décembre 956 à Oundle, dans le Northamptonshire, un autre indice en faveur de l'idée selon laquelle il est transféré à Dorchester à la fin de sa vie. Il est inhumé à l'emplacement de l'actuelle église Saint-Pierre.